# Park Vliegbasis Soesterberg
Park Vliegbasis Soesterberg is een natuurgebied in de provincie Utrecht op het grootste deel van de voormalige Vliegbasis Soesterberg. Het gebied is sinds december 2017 in het bezit van Het Utrechts Landschap en wordt sinds juni 2009 door hen beheerd. Het gebied is 500 ha groot en kent een hoge biodiversiteit, met zeldzame vegetatie zoals bloemrijke en heischrale graslanden en eikenstrubbenbos. Het gebied herbergt ook belangrijke bronpopulaties van zowel flora, fauna en schimmels, zoals de veldleeuwerik, de kommavlinder en diverse toortsen, wasplaten en satijnzwammen.

## Gebied
Park Vliegbasis Soesterberg is een natuurgebied midden in de Utrechtse Heuvelrug. Het park is bekend om zijn militaire vliegbasis, Vliegbasis Soesterberg, die gebruikt werd in de Eerste Wereldoorlog, Tweede Wereldoorlog en de Koude Oorlog en om het Nationaal Militair Museum. Nadat de vliegbasis buiten gebruik raakte, heeft Utrechts Landschap, die de natuurwaarde van het gebied inzag, het gebied overgenomen. Tegenwoordig is het opengesteld als natuurgebied.	
De bodemstructuur, bestaande uit zandgrond en leem met lagen grind, is uniek voor de Utrechtse Heuvelrug en biedt ruimte voor een unieke vegetatie. Het gebied bevat 150 ha heischraal grasland, wat 15% is van de totale oppervlakte van dit vegetatietype in Nederland. Deze vegetatie kan hier voorkomen, wegens de oligotrofe bodem, die al jaren niet kunstmatig bemest is. Daarnaast is de grond kalkrijk, door de verwering van allerlei betonnen gebouwen en wegen die deel waren van de vliegbasis. Op de kalkrijke bodem komen plantensoorten voor, die binnen Nederland verder alleen in het zuiden van Limburg te vinden zijn. 	
Verder is het eikenstrubbenbos uniek voor deze omgeving.
Het gebied heeft ecologisch meerdere belangrijke functies. Het is thuis aan bronpopulaties van veel kwetsbare soorten en dient tevens als een corridor. Er staan veel planten die dienen als waardplanten voor vele insecten en ook de bloemrijke heides zijn voor veel insecten belangrijk.

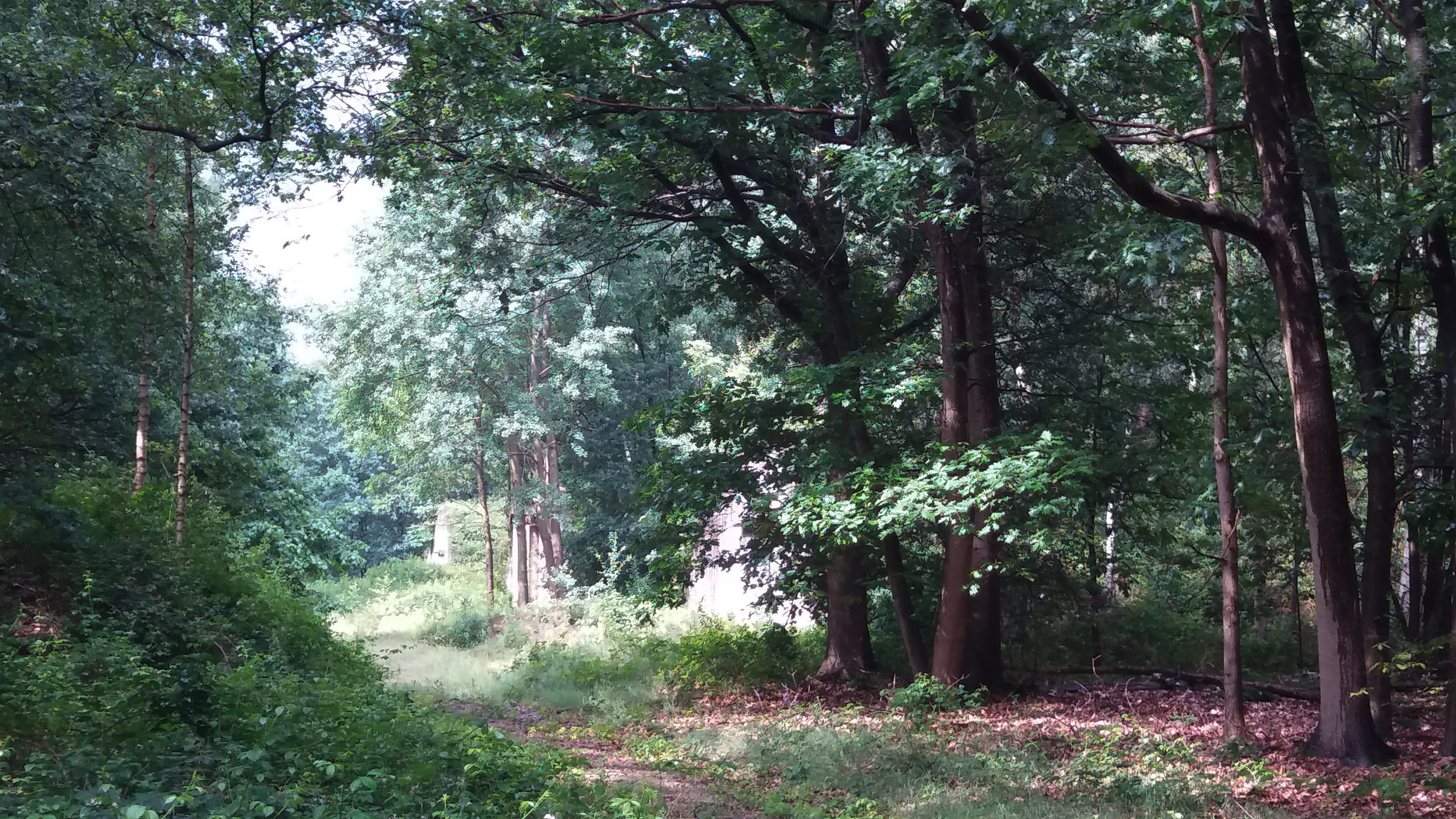
Voormalige munitiebunkers verscholen in de bossen.
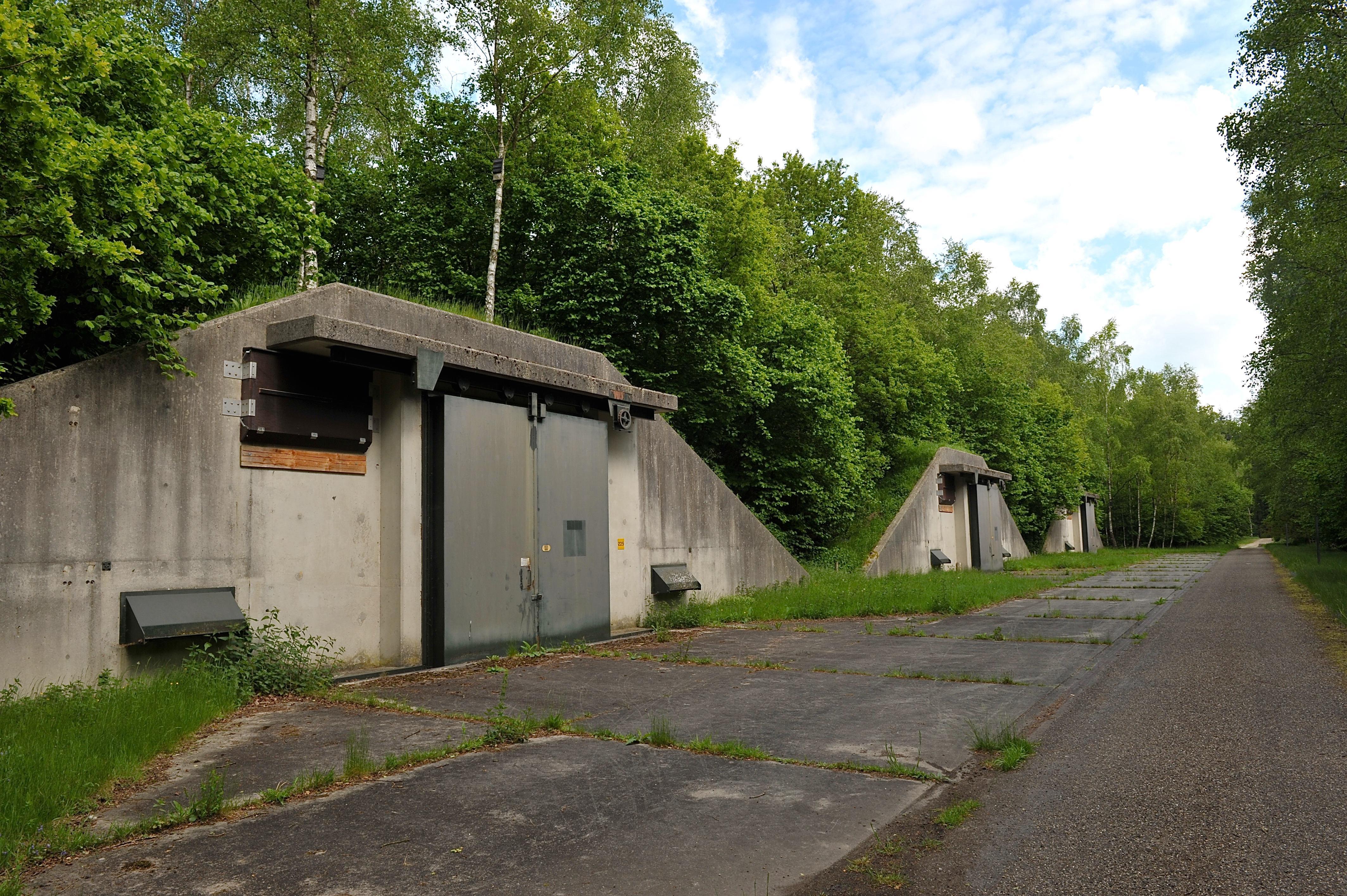
Nogmaals de voormalige munitiebunkers.
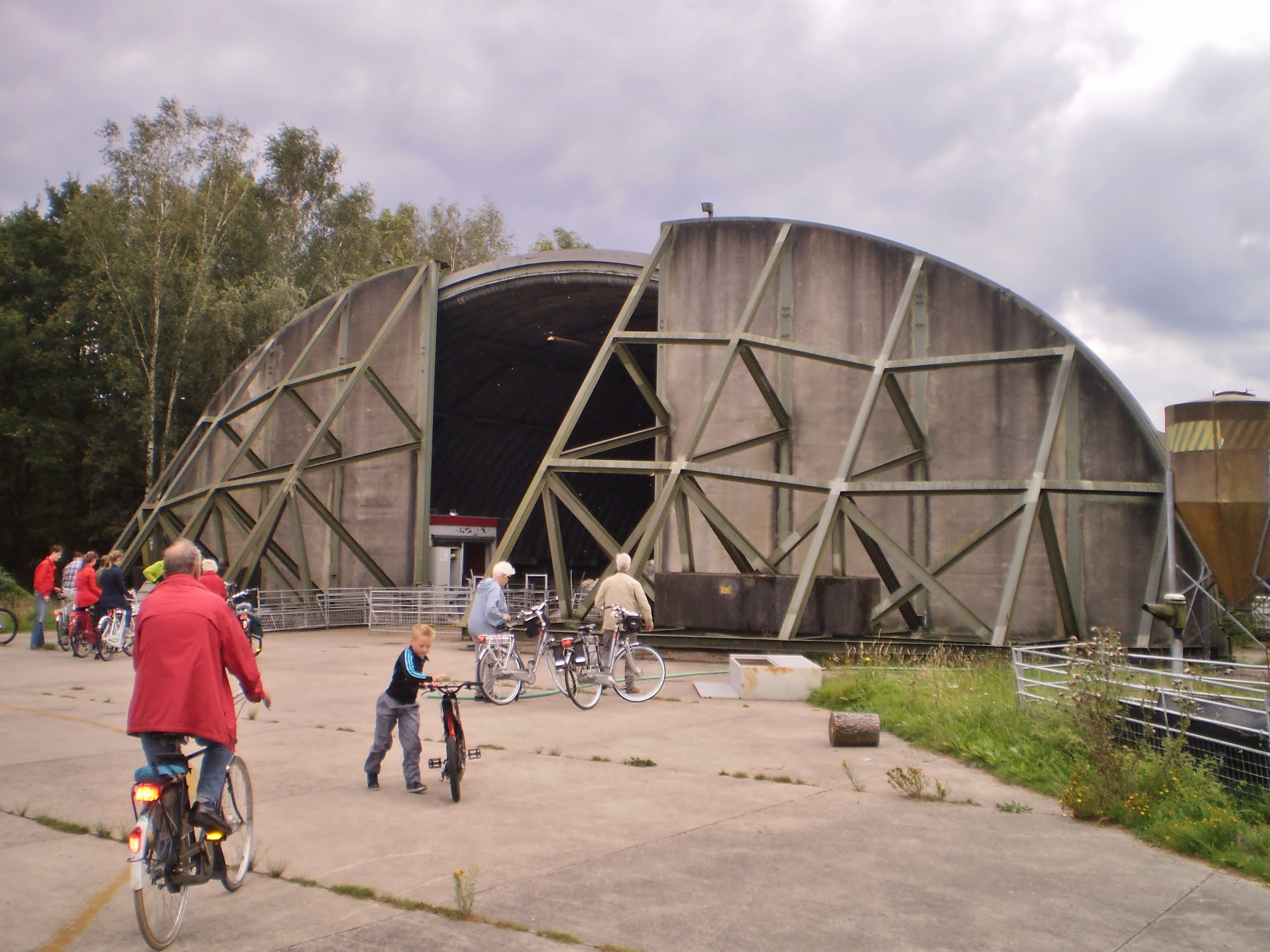
Hardened Aircraft Shelter in het park
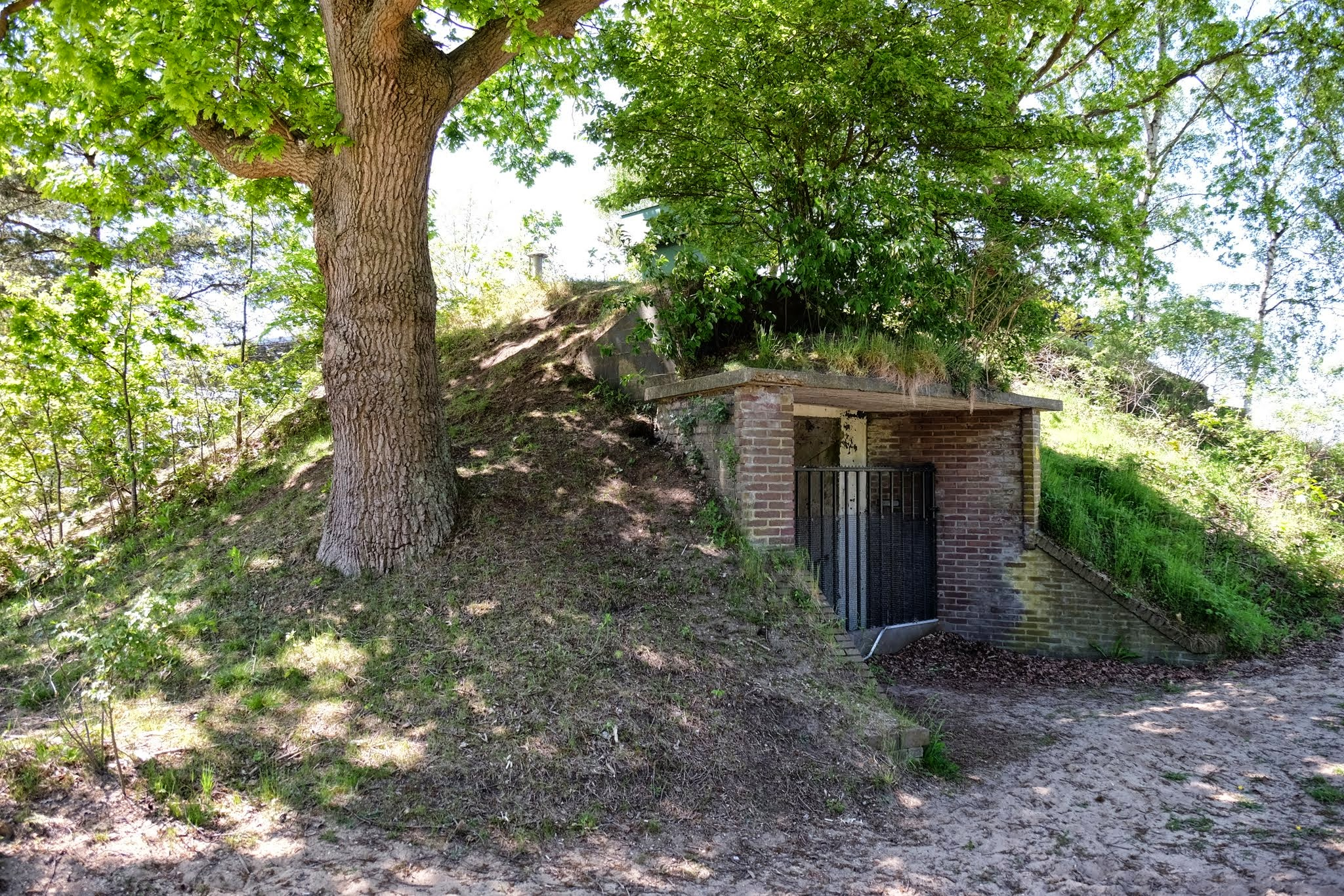
Voormalige bunker

## Geschiedenis
Park Vliegbasis Soesterberg ligt midden op de Utrechtse Heuvelrug. De Utrechtse Heuvelrug is 150.000 jaar geleden ontstaan tijdens de voorlaatste ijstijd, toen landijs grof zand en grind voor zich uit schoof en als een heuvelrug opstuwde. Bij het smelten van het landijs spoelde het smeltwater over de heuvelrug heen en nam het grof zand en grind mee, wat vervolgens als sediment werd afgezet in een relatief vlakke, naar het westen aflopende laag in de vorm van een waaier. De culturele historie van het Park Vliegbasis Soesterberg is op te delen in een aantal perioden die gepaard gingen met grote veranderingen in het landschap.

### Voor 1910
De eerste invloed van mensen in het gebied kwam kort na de laatste ijstijd, dit waren Paleolitische jagers en verzamelaars die rondtrokken en geen vaste verblijfplaats hadden, maar alleen tijdelijke kampen. Vanaf 10.000 geleden, tijdens het Mesolithicum, begon men meer vaste verblijfplaatsen te hebben. De bewoners uit deze periode waren mogelijk verantwoordelijk voor de grafheuvels aan de noordzijde van het park, vuursteenplaatsen en een bronzen dolk die in de directe omgeving van het park is gevonden. Vanaf circa 5000 jaar voor Chr., in het Neolithicum, vonden er grote veranderingen plaats, de jagers maakte plaats voor landbouwers. Er zijn geen permanente woonplaatsen bekend van deze eerste landbouwers, maar er zijn wel aanwijzingen gevonden van een nabijgelegen nederzetting van meerdere generaties. In de Middeleeuwen, vanaf de 8e eeuw, ontstond er een agrarisch systeem van nederzettingen, bouwlandcomplexen en gemeenschappelijke gronden. Aan de noordzijde van het park lag het dorp Hees. Dit dorp wordt vanaf de 9e eeuw in geschriften vermeld, maar doordat kaarten elkaar tegenspreken is de precieze locatie van dit nu verdwenen dorp tot nog toe onbekend. Het dorp bestond uit meerdere boerderijen en een herberg, volgens volksverhalen zijn de woningen verlaten rond het jaar 1600 vanwege oprukkende stuifzanden. In het noordoosten van het park zijn verkavelingsstructuren te vinden die in de 18e eeuw onderdeel uitmaakte van het landgoed De Paltz.

### Vliegheide
In 1910 werd aan de voet van de Soesterberg door de firma Verwey en Lugard onder de naam 'Nederlandse Maatschappij voor Luchtvaart' een vliegterrein aangelegd. In november dat jaar werd het vliegveld officieel in gebruik genomen. De vliegdemonstraties trokken aanvankelijk veel toeschouwers, echter in 1912 ging de maatschappij failliet wegens onvoldoende publiek. In 1913 kocht de Staat der Nederlanden de vliegheide om hier de Militaire Luchtvaartafdeling te vestigen, hiermee werd Soesterberg de bakermat van de Luchtmacht. In de Eerste Wereldoorlog werden buitenlandse militaire vliegtuigen geïnterneerd op Vliegbasis Soesterberg, aan het einde van de oorlog waren dit 107 vliegtuigen.

### Fliegerhorst Soesterberg
Na de inval van Nederland door de Duitsers in de Tweede Wereldoorlog werden alle vliegvelden onklaar gemaakt en vervolgens volgens een vast schema omgebouwd tot Fliegerhorsten. Fliegerhorst Soesterberg kreeg de status van Truppenübungsplatz, wat zorgde voor een veranderingen. De bestaande vliegbanen werden verlengd en verhard, daarnaast werd er een derde baan aangelegd. Er werd infrastructuur aangelegd rond de landingsbanen bestaande uit rolbanen en opstelplaatsen voor vliegtuigen, deze zijn nog steeds herkenbaar in het park. Onderhoudswerkplaatsen en hangars werden gebouwd aan de voet van de Soester berg, hiervoor werd de bestaande bebouwing afgebroken. Dit is de oorzaak van het feit dat er weinig resten zijn in dit gebied van de oudste periode van de luchtvaart.

### Wederopbouw en de Koude Oorlog
Na de Tweede Wereldoorlog was de Vliegbasis Soesterberg grotendeels vernield. Pas vanaf 1949 werd deze herbouwd door de Nederlandse overheid. Door de oplopende spanningen met de Sovjet Unie kreeg de basis een functie als NAVO-vliegbasis. Hierdoor werd in het zuidwesten van het park Camp New Amsterdam gebouwd. In 1967 werd, als reactie op de vernietiging van de gehele Egyptische luchtmacht in één bombardement, besloten om alle vliegtuigen onder te bregen in bunkers. Deze Hardened Aircraft Shelters (HAS) moesten voorkomen dat een vergelijkbaar scenario hier plaats kon vinden. De gebouwen uit de Koude Oorlog zijn te vinden in Camp New Amsterdam en het huidige sheltergebied.

### Vanaf jaren '80
Aan het eind van de jaren '80, na de val van de Berlijnse Muur, begon de afstoting van militaire terreinen en gebouwen in Nederland. In 1994 vertrokken de Amerikanen van de Vliegbasis. Er werd nog wel een ondergrondse personeelsschuilplaats voor nucleaire, biologische en chemische wapens aangelegd. Veel gebouwen kregen een nieuwe rol, maar de Nederlandse helikoptersquadrons bleven behouden en in NAVO-verband behield de Vliegbasis nog steeds een functie. Vanaf de jaren '80 kwam er ook interesse in het belang van de Vliegbasis voor de natuur en werd er gezocht naar vormen van beheer die zowel militaire doeleinden dienden als de natuur. Dit leidde uiteindelijk tot aanwijzing van de Vliegbasis door de Provincie Utrecht als Ecologische Hoofdstructuur. Wegens bezuinigingen werd de Vliegbasis op 12 november 2008 gesloten en op 15 juni het jaar daarna overgedragen aan de Provincie Utrecht. Sindsdien is er gewerkt aan de openstelling van het gebied voor het publiek, wat uiteindelijk plaatsvond aan het eind van 2014. Op 15 december 2017 is Utrechts Landschap eigenaar geworden van Park Vliegbasis Soesterberg. In het natuurgebied zijn diverse restanten van de voormalige vliegbasis te vinden. De restanten worden als het ware teruggegeven aan de natuur. Zo neemt de begroeiing diverse bebouwing over,

## Ecologie en Biodiversiteit

### Ecologie
De ecologie van het park is enorm divers. Dit is gedeeltelijk de danken aan de bijzondere bodem. Het park ligt midden op de Utrechtse Heuvelrug en heeft daardoor een bijzondere grondstructuur gekregen. Lagen grof zand en grind zijn door landijs tot een rug opgestuwd. Vervolgens is bij het smelten van dit landijs weer veel zand en grind weggespoeld naar andere plaatsen. De Bodem die nu over is gebleven bevat dus zowel zand als grind en ook hier en daar wat leem
Door de historie van het gebied zijn er vele soorten vegetatie te vinden. Het maaien langs de landingsbanen heeft als gevolg gehad dat er veel grasland is ontstaan. Het grasland is al vele jaren niet meer bemest en daardoor is het erg voedingsarm geworden. De oppervlakte van dit grasland is uniek, het grootste schraalgrasland van west Europa. De plantendiversiteit in dit open schraal grasland is enorm. Er zijn gedeelten in het grasland die erg bloemrijk zijn, de nectarplanten die hier groeien zijn enorm belangrijk voor hier levende insecten. Daarnaast is het een belangrijke broedplaats voor de vele vogelsoorten die er voorkomen.
Behalve grasland is er ook heide te vinden in het gebied ook deze vegetatie biedt een habitat aan een flink aantal soorten. Zo broeden er vogels en zijn er vlindersoorten de vegetatie nodig voor voedsel en voortplanting.
Er is ook bos te vinden in het gebied, een belangrijk bossoort die er al heel lang staat is het eikenhakhout bos waaruit de eikenstrubben zijn ontstaan, dit is een van de oudste bossen op de heuvelrug. Het andere bos is ooit aangeplant als productiebos en hier stonden dus veel uitheemse bomensoorten, deze uitheemse soorten worden langzaam maar zeker verwijderd en vervangen door inheemse boomsoorten. De bossen zijn belangrijke groeiplaatsen voor onder andere paddenstoelen en natuurlijk een variëteit aan boomsoorten en ook planten die voorkomen in de ondergroei.
De bebouwing in het gebied heeft ook verschillende vegetatiesoorten veroorzaakt. Langs de randen van het beton komen specifieke planten en insecten voor die je in andere vegetaties niet zou vinden. Op de bebouwing zijn ook verschillende korstmossen te vinden. In de gebouwen overwinteren ook nog vele vleermuissoorten. Op deze manier is de bebouwing deel gaan uitmaken van de ecologie van het gebied.

### Noemenswaardige soorten
Door de unieke ecologische waarden van het gebied komen er in het gebied ook veel soorten voor die in de rest van Nederland erg zeldzaam zijn.

#### Flora

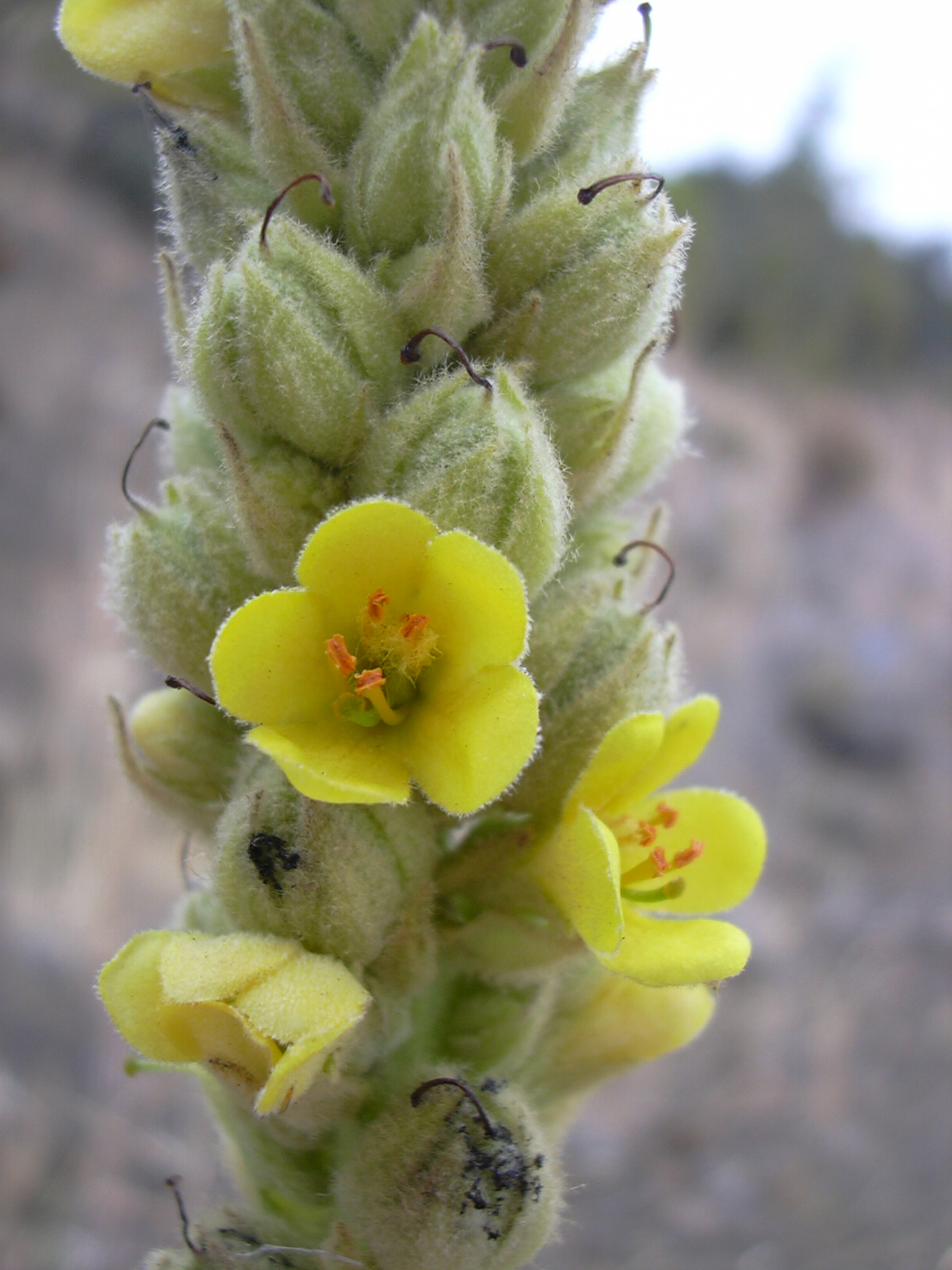
De koningskaars (Verbascum thapsus)

De schrale graslanden zitten vol met soorten die voorkeur hebben voor kalkrijke bodems voorbeelden van deze soorten zijn onder andere de koningskaars, keizerskaars en slangenkruid. De combinatie van de schrale bodem en de hoeveelheid zand zorgt dat ook muurpeper het erg goed doet in het gebied. Voor Lathyruswikke geldt dit ook, deze plant staat op de Nederlandse rode lijst van planten door de afname in de rest van het land.
Andere bijzondere plantensoorten zijn duizendguldenkruid, mosbloempje, ruw vergeet-mij-nietje, zandblauwtje, hazenpootje, brede orchis, dichte bermzegge, dennenorchis, Duits viltkruid, duifkruid, eekhoorngras, kruisbek en de gelobde maanvaren

#### Vogels

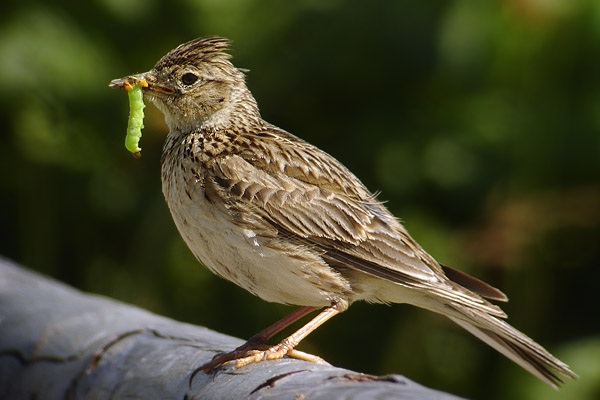
De veldleeuwerik (Alauda arvensis)

Het park heeft een echt icoon. De veldleeuwerik is een vogel waarmee het in Nederland erg slecht gaat. Hij staat als gevoelig op de Nederlandse rode lijst. Het aantal broedparen is enorm teruggelopen. De leeuweriken broeden in het grasland rondom de landingsbaan en worden hier goed beschermd. Dit heeft 230 broedparen opgeleverd erg speciaal voor een Nederlands natuurgebied.
Een andere bedreigde vogelsoort is de tapuit deze wordt ook aangetrokken door de schrale en zanderige plekken in het grasland. Het aantal tapuiten in Nederland loopt sterk terug met nog slechts 700 paar in heel Nederland. In het gebied zijn inmiddels al vaker paartjes gesignaleerd alleen nog geen paren hebben gebroed in het gebied.
Een andere sterk bedreigde vogelsoort die veel in het gebied voorkomt is de grauwe klauwier. Door behoudt van bosjes in het grasland zijn er momenteel 3 broedende paartjes te vinden in het park.

#### Insecten
Het grasland biedt ook de kans aan vele bijzondere insectensoorten. De blauwvleugelsprinkhaan is een van deze soorten. De soort komt in Nederland vooral voor in Limburg en Oost-Brabant. Hij leeft goed op droog schraal grasland, dit is uiteraard veel aanwezig in het gebied. De populatie die zich in het gebied bevindt is een bronpopulatie leem Ook het geelsprietdikkopje en de kommavlinder zijn soorten die het liefst leven tussen het schrale grasland, juist door de plantensoorten die van de kalkrijke bodem houden. Ze hebben de planten nodig om te groeien en om hun eitjes op af te zetten en in andere gebieden in Nederland is dit erg lastig. Dit lukt in het gebied wel omdat er hier grote oppervlakte schraalgrasland aanwezig is.
Andere bijzondere insectensoorten die in het gebied voorkomen zijn het schavertje, de snortikker, de donkere zomerzandbij, de kruiskruidzandbij en de zeer zeldzame dubbeldoornwespbij.

#### Overig
Noemenswaardig zijn verder ook de vele vleermuizen die overwinteren in de gebouwen die in het park staan. Dit zijn de franjestaart, grootoorvleermuis en de baardvleermuis. In het gebied zijn de bunkers omgebouwd om de dieren een plaats te geven om te verblijven gedurende de winter.
Andere zoogdieren die in het gebied voorkomen zijn egels, boommarters, bunzingen, dassen, vossen en veel reeën.
Schimmels zijn er ook veel te vinden in het gebied. In de bosgebieden zijn er bijvoorbeeld veel mycorrhiza interacties met de bomen te vinden. Satijnzwammen en wasplaten zijn ook te vinden in het gebied.

## Beheer
Het beheer van Park Vliegbasis Soesterberg is gebaseerd op drie heldere deelvisies, die zijn vastgesteld toen Het Utrechts Landschap het beheer van het park overnam in juni 2009. Dit zijn het teruggeven van de basis aan de natuur, het behoud van de cultuurhistorische elementen en het openstellen van het gebied voor recreatieve benutting.  Vanaf de overname zijn er verdere onderzoeken gedaan, waaronder een gedetailleerde nulmeting Flora en Fauna in 2010,  en de resultaten hiervan zijn betrokken bij de uitwerking van het inrichtings- en beheerplan in 2011. Met behulp hiervan is er gezorgd dat het beheer binnen het kader zou werken van onder andere de EHS saldotoets, het gebiedsontwikkelingsproject Hart van de Heuvelrug en de Flora- en faunawet (sinds 2017 de Wet natuurbescherming).

### Geschiedenis van het terreinbeheer
Al vanaf de jaren '80, toen het park nog militair terrein was, is de natuur van het park een belangrijkere rol gaan spelen. Dood hout werd niet meer weggehaald maar bleef liggen, staand dood hout werd gecreëerd door bomen te ringen en er werd met opzet open plekken gemaakt in het bos, dat toen nog voornamelijk uit douglassparren bestond die voor de houtkap bestemd waren. Ook werd er toen aandacht besteed aan juist de inheemse boom- en struiksoorten, zoals de trosvlier, boswilg, kardinaalsmuts, wilde lijsterbes, wintereik, gewone vogelkers, eenstijlige meidoorn, taxus, hulst, egelantier, jeneverbesen ratelpopulier. Het vroegere beheer, gericht op de vliegveiligheid, heeft een belangrijke rol gespeeld in de vorming van het park. Bos werd gekapt om de aansluitingen op de vliegroutes, zogenaamde funnels, vrij te houden. Voor de vliegtuigen is het terrein op grote schaal afgevlakt. Grotere vogels zoals kauwenen zwarte kraaien vormden een aanvaringsgevaar en daarom werden ze verjaagd en werd de voedselarme bodem in stand gehouden. Omdat losliggend materiaal de straalmotoren ingezogen kon worden moest de gehele bodem begroeid zijn en moest gemaaid materiaal snel worden weggevoerd. Vogels woelden ook het gras om op zoek naar engerlingen waardoor het gras op de hectares waar de overlast groot was werd geplagd en ingezaaid met heide.  Naaldbomen mochten niet groeien vanwege brandgevaar. Diverse soorten hebben op deze militaire voorwaarden mee kunnen liften, maar er was ook sprake van speciale aandacht voor niet-storende soorten. Zo zijn de bosranden vanaf 1993 niet meer gemaaid om uitkijkposten voor roodborsttapuiten te behouden, is er vanaf 1998 gestopt met het inzaaien van graszaad en werden er geen werkzaamheden uitgevoerd rond roofvogelnesten. Ook mocht dood hout zo veel mogelijk blijven staan en zijn diverse schuilplaatsen en kelders afgesloten en geschikt gemaakt voor vleermuizen.

### Natuurbeheer
De zeldzame soorten en habitats van het park zijn te danken aan het vroegere militaire beheer, in combinatie met de speciale ondergrond (grind, leem en grof zand) karakteristiek voor de Utrechtse Heuvelrug. De ambitie van het beheerplan is om dit type natuur in stand te houden en daarnaast verder te ontwikkelen, door bijvoorbeeld bebouwing en verharding te verwijderen of te laten overwoekeren, om zo de natuur meer ruimte te geven. In overeenstemming met de eisen van de natuurwetgeving wordt het park ook ontwikkeld als verbindende schakel op de Utrechtse Heuvelrug, en er zijn doelsoorten opgesteld die de boscorridor tussen ecoduct Beukbergen en ecoduct Op Hees moet gaan faciliteren, zoals reeën, boommarters, hazelwormen en loopkevers.

#### Grasland- en heidebeheer

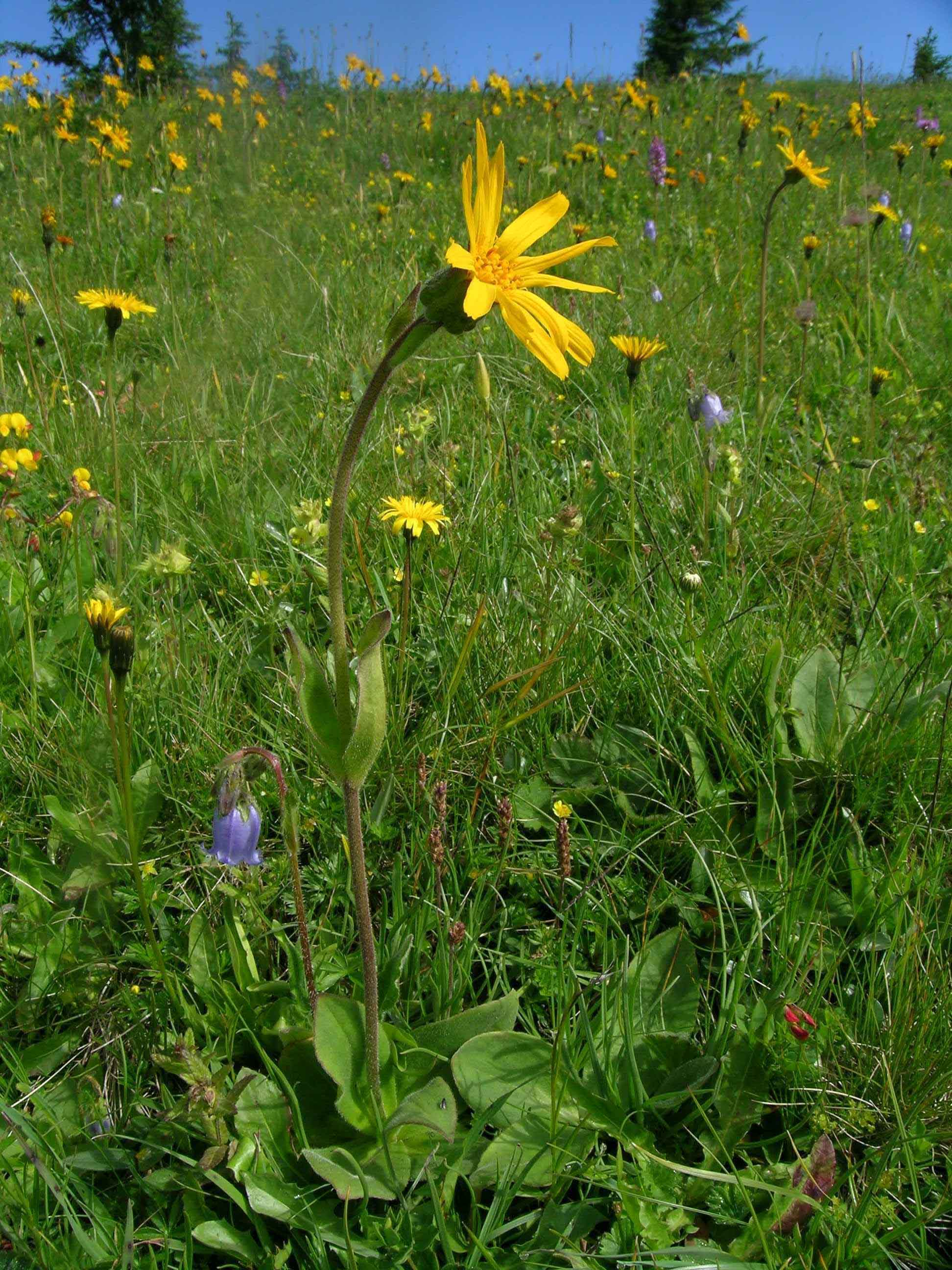
Valkruid (Arnica montana), een belangrijke plantensoort van heischrale graslanden.

Grasland is veelal een pioniervegetatie en zonder beheer zal deze biotoop van nature verdwijnen. Om alle aanwezige typen grasland te behouden is het nodig om het gebied schraal te houden door middel van hooien of grazen. Omdat het hooien tijdens het militaire beheer gunstig is gebleken voor de biodiversiteit is dit op ongeveer 50 ha voortgezet, namelijk op het zweefvliegterrein waar het nodig was voor de vliegveiligheid, en waar bronpopulaties van zeldzame soorten voorkwamen. Het hooien vindt plaats tussen half augustus en eind september waarbij er rekening wordt gehouden met de vliegperiodes van vlinders en de zaadzetting van kruiden. Om insecten die in de vegetatie overwinteren en ook zadenetende dieren te faciliteren is besloten om jaarlijks een tiende van het grasland onaangetast te laten.
De andere beheeroptie is om een gescheperde kudde het terrein te laten begrazen. Dit zou onder andere de biodiversiteit moeten verhogen, meer structuur en dynamiek toevoegen en de strooisellaag openmaken. Ook zou dit een aantrekkelijk beeld vormen voor recreanten. De omschakeling van hooien naar grazen kwam echter met onzekerheden, zoals de invloed op de vegetatie, insecten en in het bijzonder op de grond broedende vogels.
Ook van belang voor veel soorten op de Vliegbasis is de aanwezigheid van zandige plekjes, pollen of dwergstruikjes en zowel structuurarme als structuurrijke vegetaties. Dit wordt gehandhaafd door konijnen en gele weidemieren, die lokaal de zandige plekjes al maken, hun gang te laten gaan, de vegetatie niet hoger te laten groeien dan heidestruiken en struweelvorming selectief op plekken wel en niet toe te staan. Door de verschraling van het gebied gaat steeds meer zeldzame bloemrijke en heischrale graslanden over in het minder zeldzamere heide, en om dit te voorkomen zal er ook worden geëxperimenteerd met lichte bemesting.

#### Bosbeheer
Het doel van het bosbeheer is om inheems en oud bos te handhaven, waarbij het nodig is om op de bodem een bosmilieu te creëren voor mieren, loopkevers en (oud)bosplanten. Om ondergroei mogelijk te maken en de eikenstrubben te behouden vinden er elke zes jaar dunningen plaats, waarbij gelet wordt op het behoud van een diverse gemeenschap van inheemse boom- en struiksoorten. Exoten zoals de Amerikaanse eik en de Amerikaanse vogelkers worden verwijderd. Op grote schaal wordt er getracht de overgangen tussen grasland en bos geleidelijker te maken met behulp van een gescheperde kudde schapen.

### Beheer van objecten en verhardingen
Naast het natuurbeheer speelt het zichtbaar maken van de belangrijkste tijdlagen van het gebied ook een belangrijke rol in het beheer. In combinatie met de rol die de cultuurhistorische elementen spelen bij de ontwikkeling van de natuur in het gebied, wordt er ook gestreefd naar het zichtbaar maken van de belangrijkste tijdlagen van het gebied. Vooral bijzonder op de Vliegbasis is de zichtbaarheid van de structuren en objecten uit de Koude Oorlog. Sommige (verzamelingen van) gebouwen moeten daarom op een hoog kwaliteitsniveau behouden blijven, terwijl voor andere het behoud van vorm, herkenbaarheid en veiligheid al volstaat. Een voorbeeld hiervan is de open ruimte rond de start- en landingsbanen, waar de verwijzingen naar het verleden nog steeds zichtbaar zijn hoewel het gebied nu primair de natuur dient.